# Amerikaanse presidentsverkiezingen 1904
De Amerikaanse presidentsverkiezingen van 1904 gingen tussen de Republikeinse kandidaat en zittend president Theodore Roosevelt en de kandidaat voor de Democratische Partij Alton Parker.

## Nominaties
Hoewel Roosevelt niet op unanieme steun kon rekenen vanuit zijn eigen partijkader werd hij door de Republikeinse partijconventie in Chicago unaniem gekozen als presidentskandidaat en werd Charles Fairbanks zijn running mate (vicepresidentskandidaat).
De Democraten kwamen bijeen in Saint Louis alwaar er een groot veld van vrijwel onbekende kandidaten de nominatie van de partij in de wacht hoopte te slepen. Uiteindelijk werd een rechter, Parker, aangewezen met Henry Davis aan zijn zijde.
De Socialistische Partij nomineerde Eugene Debs die zijn tweede poging tot verkiezing deed.

## Presidentskandidaten

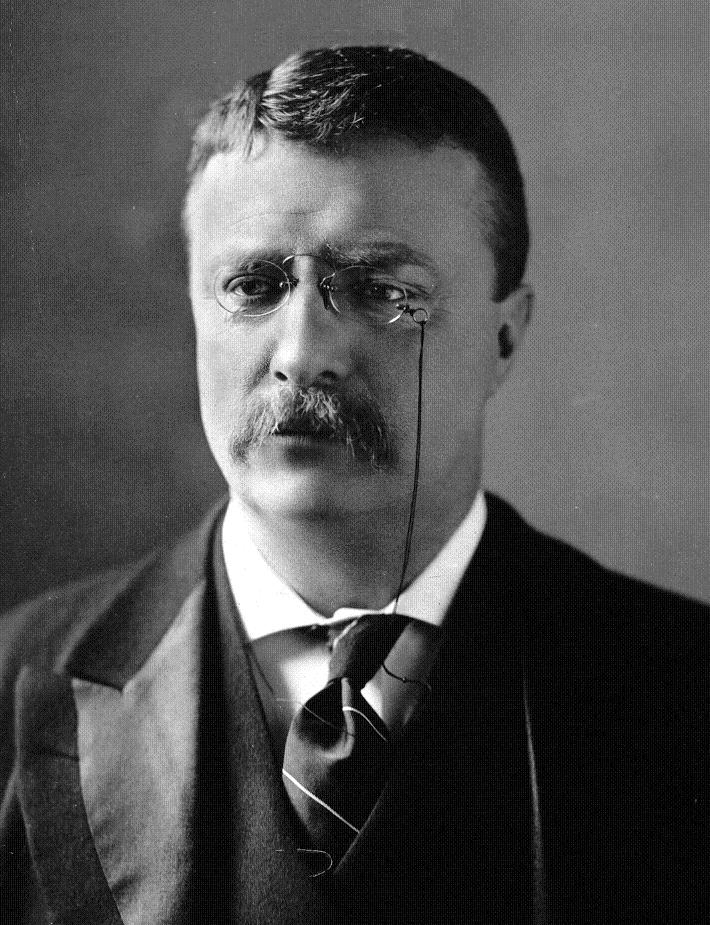
President Theodore Roosevelt uit New York Republikeinse Partij
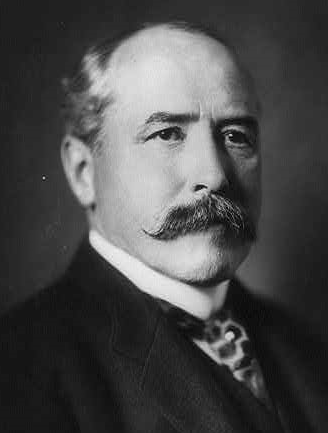
Opperrechter voor het Hof van Beroep van New York Alton Parker uit New York Democratische Partij
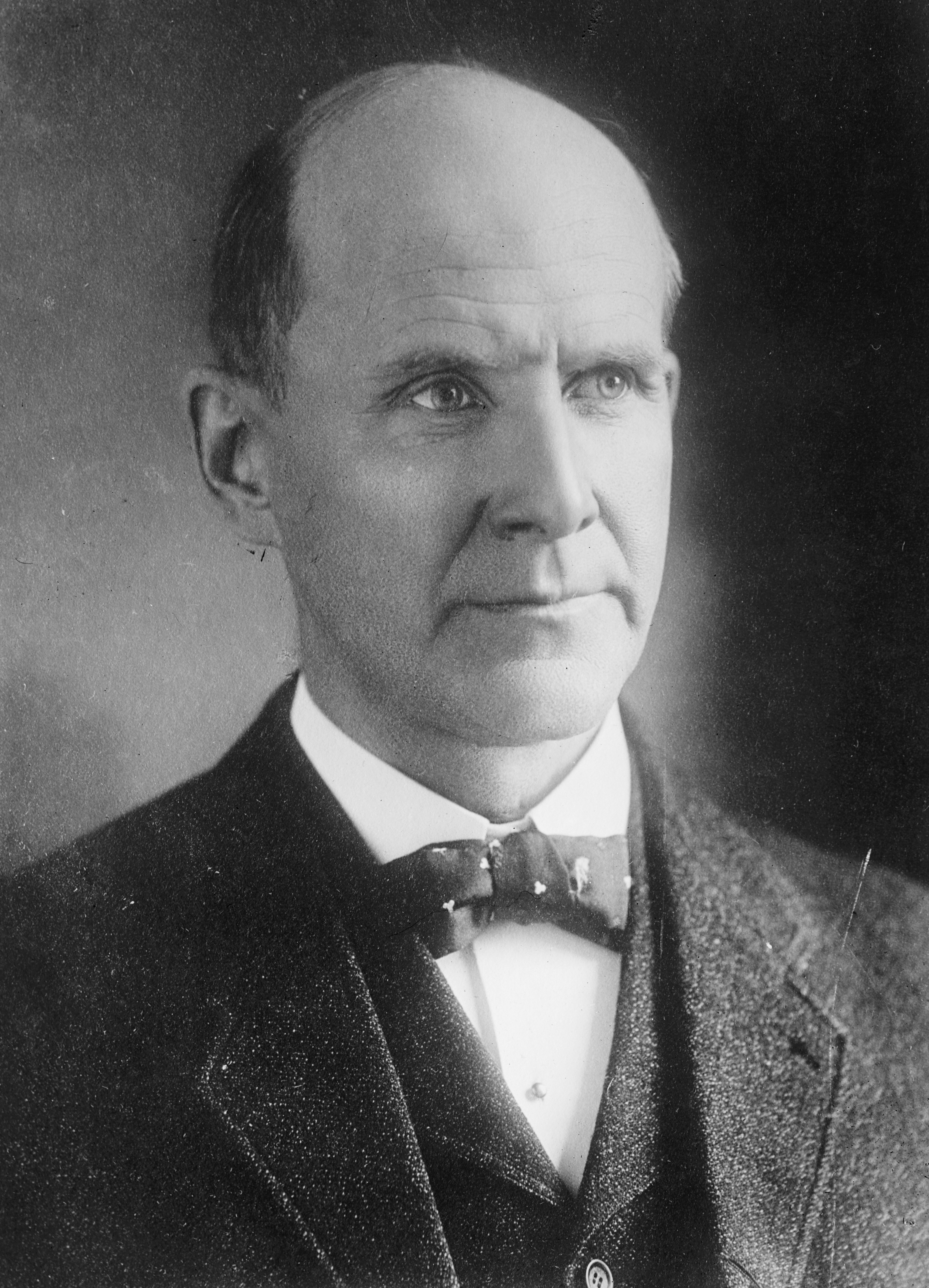
Vakbondsleider Eugene Debs uit Indiana Socialistische Partij

- Opperrechter voor het Hof 
 van Beroep van New York 
 Alton Parker 
 uit New York 
 Democratische Partij
- Vakbondsleider 
 Eugene Debs 
 uit Indiana 
 Socialistische Partij

### Vicepresidentskandidaten

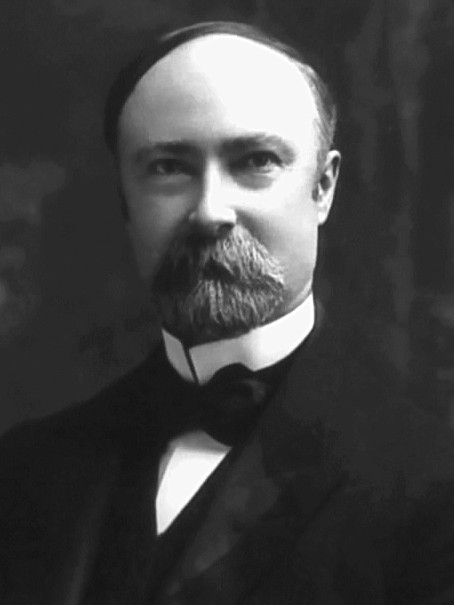
Senator Charles Fairbanks uit Indiana Republikeinse Partij
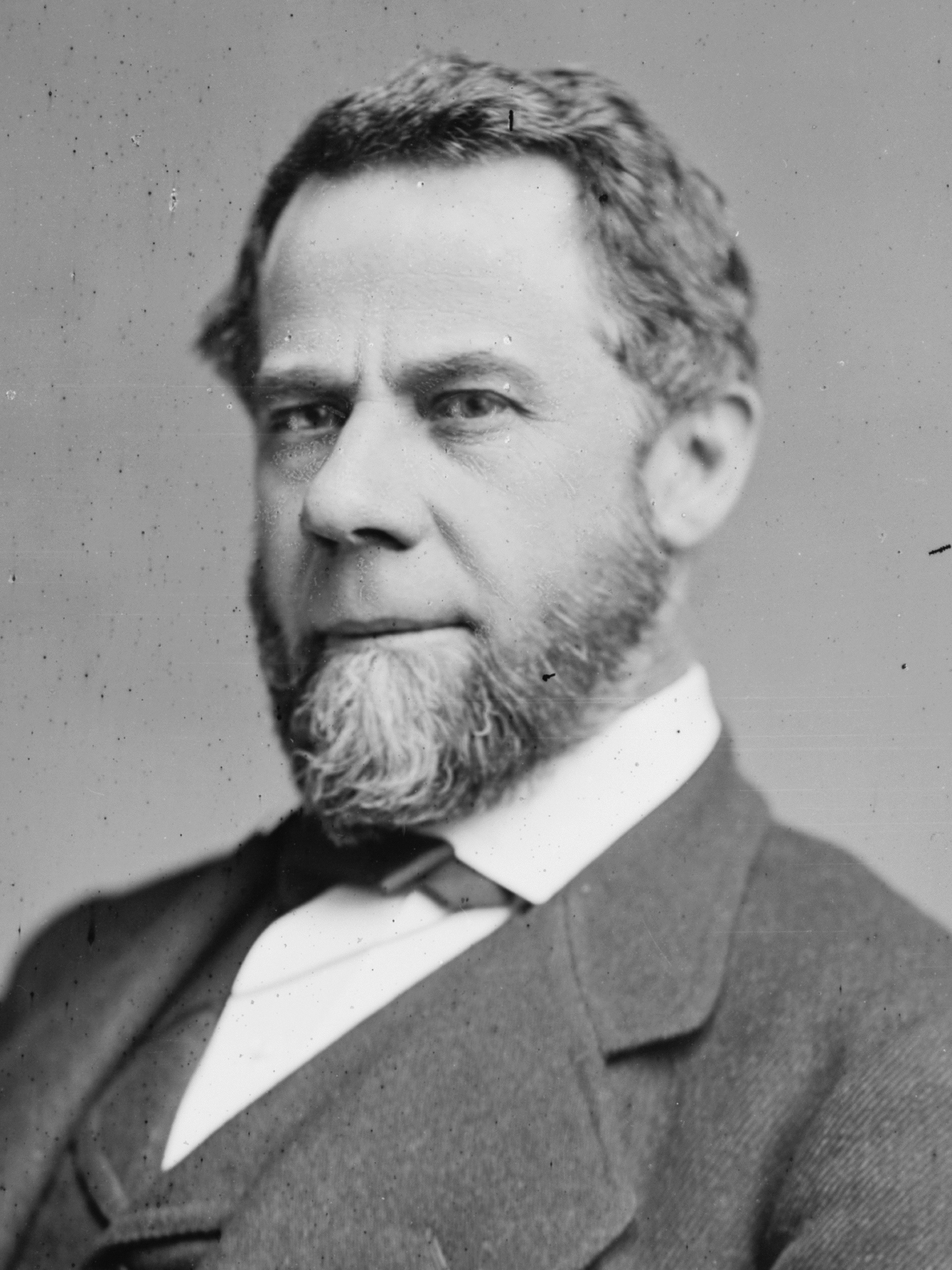
Voormalig Senator Henry Davis uit West Virginia Democratische Partij
Vakbondsleider Ben Hanford uit New York Socialistische Partij

- Voormalig 
 Senator 
 Henry Davis 
 uit West Virginia 
 Democratische Partij
- Vakbondsleider 
 Ben Hanford 
 uit New York 
 Socialistische Partij

## Campagne
De charismatische "Teddy" Roosevelt was zeer populair en zijn beleidsplatform vond brede steun onder het electoraat. Parker, die als voorwaarde voor zijn kandidaatstelling van de Democratische Partij had geëist dat deze de gouden standaard zou aanvaarden, wist weinig in te brengen tijdens de campagne.

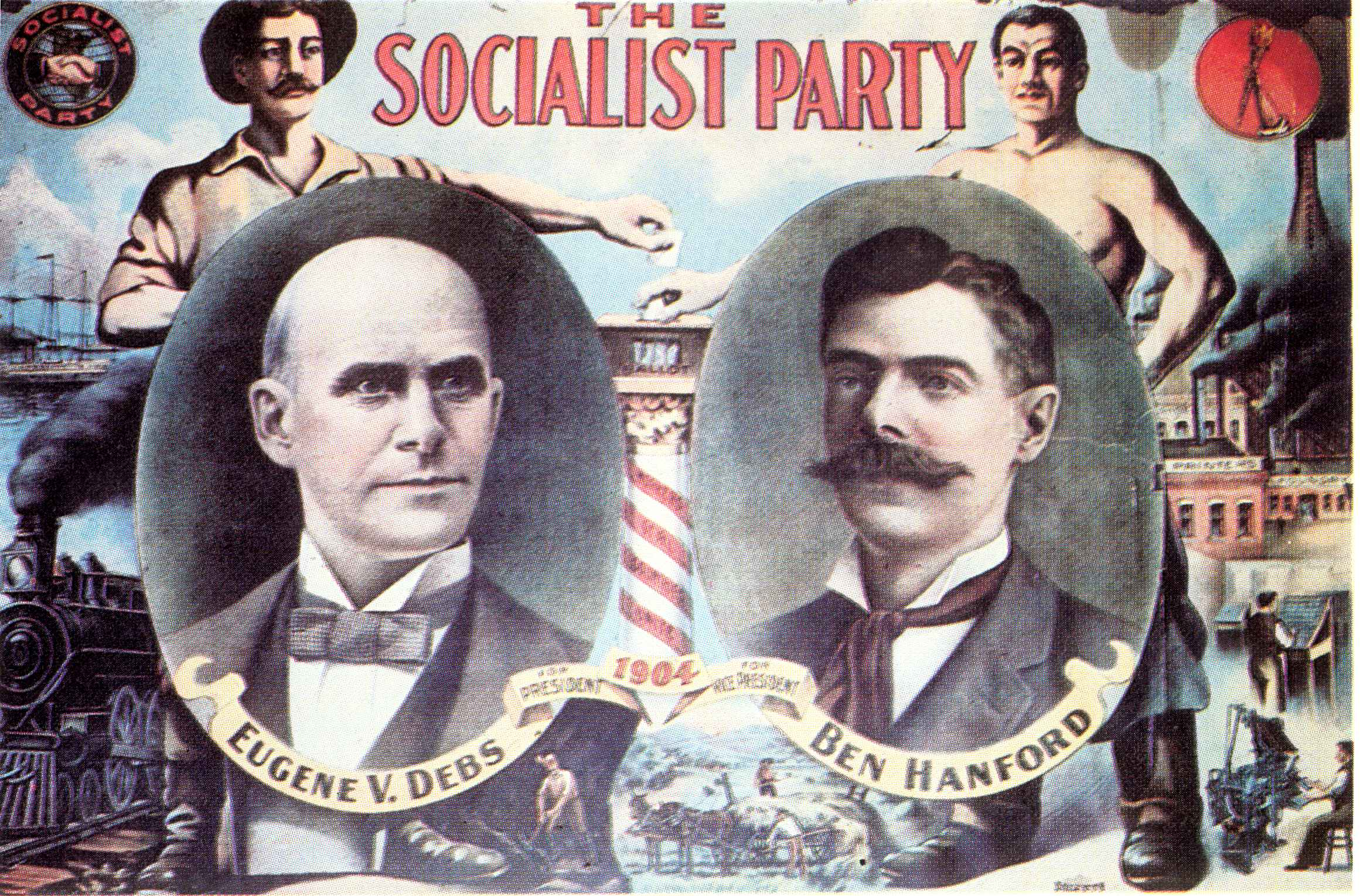
Socialistisch kandidaat E. V. Debs op een verkiezingsposter uit 1904

## Uitslag
De uitslag was vrij snel duidelijk. Roosevelt vergaarde ruim twee-en-een-half miljoen stemmen meer dan Parker en in het kiescollege was de eindstand met 336 tegen 140 duidelijk in het voordeel van Roosevelt. Parker kreeg alleen steun van de Solid South, de sinds de Amerikaanse Burgeroorlog loyaal Democratisch stemmende zuidelijke staten, hoewel hij zelfs hier Missouri aan Roosevelt verloor.
Roosevelt werd de eerste die zelf tot president werd verkozen na eerder als vicepresident een overleden president te hebben opgevolgd.
| Kandidaat               | Partij                     | Stemmen    | Percentage | Kiesmannen | Running mate       |
| ----------------------- | -------------------------- | ---------- | ---------- | ---------- | ------------------ |
| Theodore Roosevelt      | Republikeinse Partij       | 7.630.557  | 56,4%      | 336        | Charles Fairbanks  |
| Alton Parker            | Democratische Partij       | 5.083.880  | 37,6%      | 140        | Henry Davis        |
| Eugene Debs             | Socialist Party of America | 402.810    | 3,0%       | 0          | Ben Hanford        |
| Silas Swallow           | Prohibition Party          | 259,103    | 1,9%       | 0          | George Carroll     |
| Thomas E. Watson        | Populist Party             | 114.070    | 0,84%      | 0          | Thomas Tibbles     |
| Charles Hunter Corregan | Socialist Labor Party      | 33.454     | 0,25%      | 0          | William Wesley Cox |
| Overigen                |                            | 1.229      | 0,01%      | 0          |                    |
| Totaal                  |                            | 13.525.095 | 100%       | 476        |                    |